# Zaleśne
Zaleśne (biał. Залесныя; ros. Залесные) – chutor na Białorusi, w obwodzie witebskim, w rejonie brasławskim, w sielsowiecie Druja.

## Historia
W czasach zaborów ówczesny zaścianek leżał  w gminie Druja, w powiecie dzisieńskim, w guberni wileńskiej Imperium Rosyjskiego.
W latach 1921–1945 folwark leżał w Polsce, w województwie wileńskim, w powiecie dziśnieńskim, od 1926 w powiecie brasławskim, w gminie Druja.
Według Powszechnego Spisu Ludności z 1921 roku zamieszkiwało tu 10 osób, wszystkie były wyznania rzymskokatolickiego i zadeklarowały polską przynależność narodową. Był tu 1 budynek mieszkalny. W 1931 w 1 domu zamieszkiwało 10 osób.
Wierni należeli do parafii rzymskokatolickiej w Drui. Miejscowość podlegała pod Sąd Grodzki w Drui i Okręgowy w Wilnie; właściwy urząd pocztowy mieścił się w Drui.
W wyniku napaści ZSRR na Polskę we wrześniu 1939 miejscowość znalazła się pod okupacją sowiecką. 2 listopada została włączona do Białoruskiej SRR. Od czerwca 1941 roku pod okupacją niemiecką. W 1944 miejscowość została ponownie zajęta przez wojska sowieckie i włączona do Białoruskiej SRR.
Od 1991 w składzie niepodległej Białorusi.